# Ikoy
Ikoy är ett vattendrag i Gabon, ett biflöde till Ngounié. Det rinner genom provinsen Ngounié, i den centrala delen av landet, 190 km sydost om huvudstaden Libreville.